# IC 2192
IC 2192 ist eine kompakte Galaxie vom Hubble-Typ C im Sternbild Zwillinge auf der Ekliptik. Sie ist schätzungsweise 207 Millionen Lichtjahre von der Milchstraße entfernt.
Das Objekt wurde am 24. Januar 1898 von Stéphane Javelle entdeckt.